# Raastuvankatu 23
Raastuvankatu 23 ou Carl och Carolina est un bâtiment construit dans le quartier Keskusta de Vaasa en Finlande.

## Présentation
L'édifice le plus ancien du numéro 23 est un bâtiment principal de style Empire conçu par Carl Axel Setterberg. 
La maison a été construite en 1869. 
Il y avait une grange dans la cour et certaines dépendances ont été démolies en 1999. 
Les dépendances restantes ont été déplacées à Stundars en 2009. 
La maison de retraite Carl och Carolina a fonctionné dans la maison de 1925 à 1999. 
Depuis début 2015, la maison abrite les locaux d'associations de langue suédoise.